# Universiteit van Southampton
De Universiteit van Southampton is een openbare onderzoeksuniversiteit in de Engelse stad Southampton. De universiteit is lid van de Russellgroep, een samenwerkingsverband van 24 onderzoeksuniversiteiten in het Verenigd Koninkrijk.

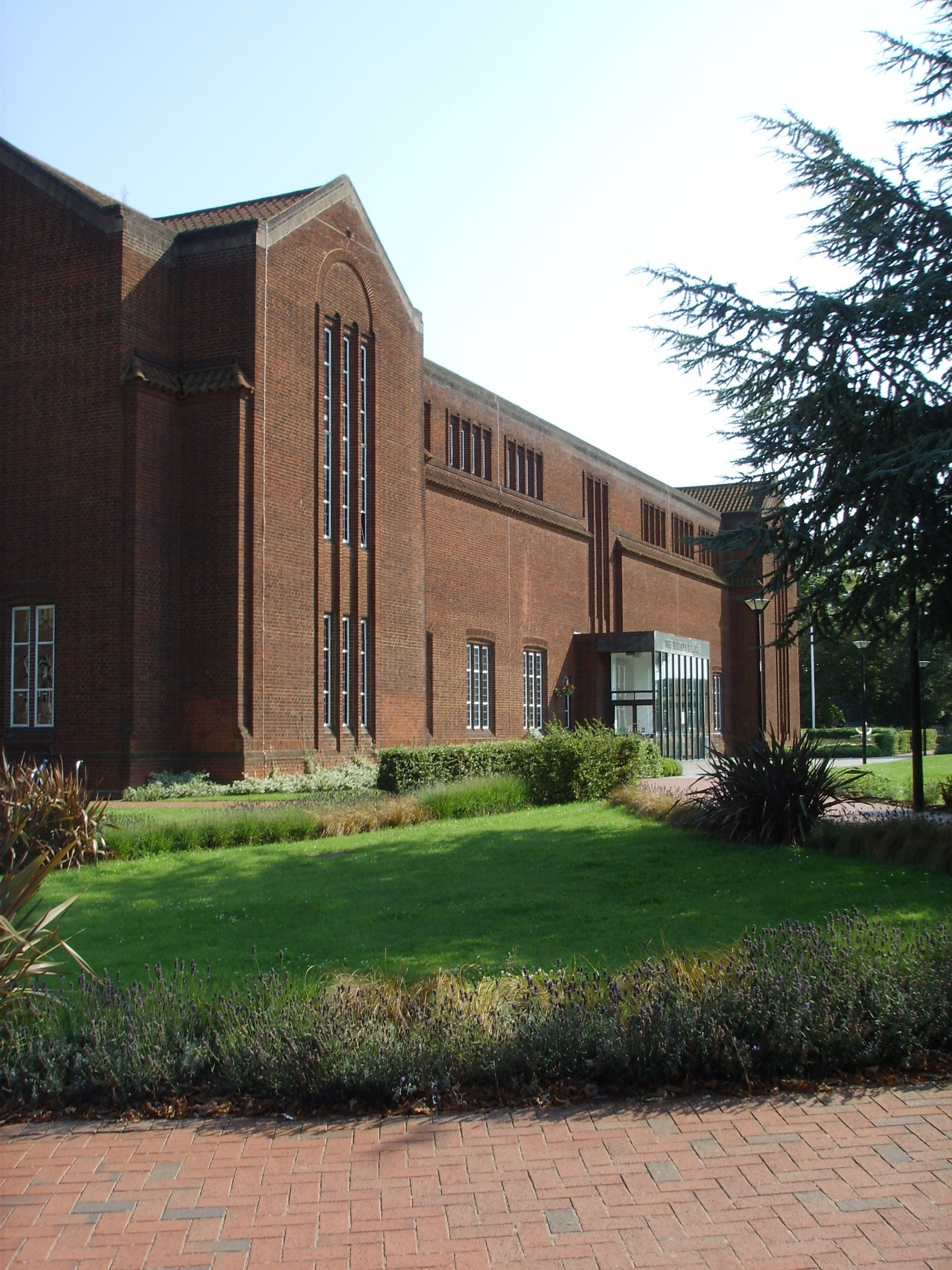
Hartley Library
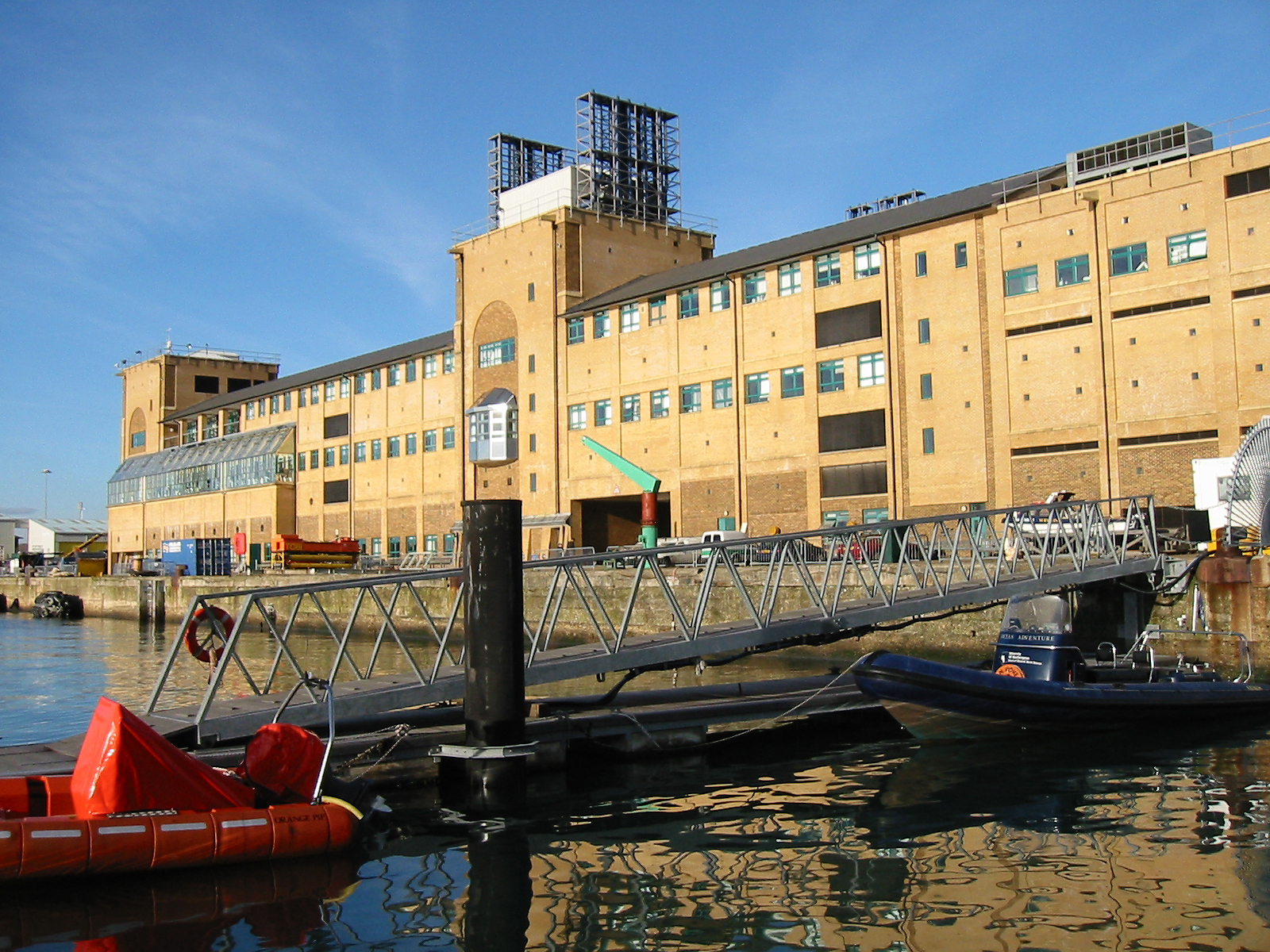
National Oceanography Centre
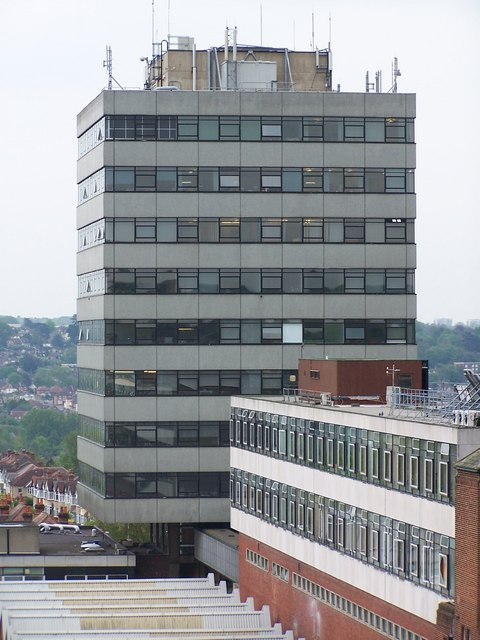
Faraday Tower